# Alex F. Osborn
Alex Faickney Osborn (* 24. Mai 1888 in Bronx, New York City; † 4. Mai 1966 in Buffalo, New York) war ein US-amerikanischer Autor und Werbefachmann. Er ist der Erfinder des Creative Problem Solvings und des Brainstormings.

## Leben
Im Jahr 1909 machte Osborn den Bachelor in Philosophie, erst während seiner Berufstätigkeit in der Werbebranche im Jahr 1921 den Master an der Universität Hamilton, USA, an der er später (bis 1939) auch selbst lehrte. Einer seiner Schüler ist Charles Hutchison Clark. Zwischenzeitlich war er als Reporter für die Buffalo News tätig.
Im Jahr 1919 gründete er gemeinsam mit Bruce Barton und Roy Durstine die Werbefirma BDO, die seit der Vereinigung mit der Batten Co. im Jahr 1928 BBDO heißt. Nach Durstine übernahm Osborn im Jahr 1939 die Leitung der Firma, die er im Jahr 1946 an Barton übergab.
Im Jahr 1954 gründete Osborn die „Creative Education Foundation“ und installierte das erste Institut für kreative Problemlösung an der Universität Buffalo.

## Wirken
Bereits seit 1919 in der amerikanischen Werbebranche tätig, stellte er im Lauf der Jahre fest, dass die Arbeitstreffen die Kreativität der Mitarbeiter eher bremsen als fördern. Er entwickelte mit vier Regeln ein Verfahren, das den Mitarbeitern die Freiheit für neue Ideen schaffen sollte. In den kürzeren deutschen Übersetzungen lauteten diese Regeln:
- Übe keine Kritik!
- Je mehr Ideen, desto besser!
- Ergänze und verbessere bereits vorhandene Ideen!
- Je ungewöhnlicher die Idee, desto besser!

Von Osborn stammt auch die Osborn-Methode oder auch Umkehrmethode für geschäftliche und private Problemfelder:
- Wofür kann ich es noch verwenden? Kann ich es anders einsetzen?
- Weist das Problem auf andere Ideen hin? Ist es etwas anderem ähnlich?
- Was lässt sich ändern? Welche Eigenschaften lassen sich umgestalten?
- Lässt sich etwas vergrößern, hinzufügen, vervielfältigen?
- Lässt sich etwas verkleinern, wegnehmen, verkürzen?
- Was kann ersetzt werden? Welche Bedingungen können geändert werden?
- Kann die Reihenfolge oder Struktur geändert werden?
- Kann die Idee ins Gegenteil gekehrt werden? Kann der Ablauf umgekehrt werden?
- Können Ideen kombiniert oder Personen verbunden werden?

Eine detaillierte Liste von Fragen ist als Osborn-Checkliste bekannt; sie führt anhand dieser Fragen – etwa auf Karten verteilt und zufällig gezogen – durch verschiedene Aspekte der Problembetrachtung.